# 石川雲蝶
石川 雲蝶（いしかわ うんちょう、1814年（文化11年）- 1883年（明治16年）5月13日）は幕末・明治初期、主に越後国（新潟県）で活動した彫工（彫物師）。寺院などに、色鮮やかで躍動感溢れる木製彫刻を多く残し、絵画を含めた作品は1000点以上が現存している。

## 経歴と作品
1814年（文化11年）、江戸の雑司ヶ谷で生まれた。本名は安兵衛。若くして江戸彫石川流の彫物師として名を挙げ、苗字帯刀を許された。二十歳代で幕府御用勤めになり、「石川安兵衛源雲蝶」を名乗った。江戸での製作記録は確認出来ていない。
越後三条にある法華宗陣門流総本山・本成寺の修築のため、檀家総代の金物商・内山又蔵の招きに応じて、三国峠を熊谷の源太郎と越え、越後に入った。当時から鑿（のみ）などの金物の町として知られた三条で婿養子に入り、酒井姓となった。一男一女をもうる。現在、雲蝶は本成寺本堂脇の墓所に眠る。
代表作は、“越後日光”と言われる西福寺開山堂（現魚沼市）の天井を飾る「道元禅師猛虎調伏之図」。このほか越後国で、永林寺の欄間などの彫刻群や、秋葉神社奥の院(別当常安寺 (長岡市)旧栃尾市）、瑞祥庵金剛力士像（湯沢町）など、多くの彫刻を各地に残した。後に三条に戻り、1883年（明治16年）70歳で死去した。法名は観具院真性日安信士。墓は三条市本成寺にある。弟子に北村久助、川村徳治という者がいたという。
石川雲蝶には「酒好き」「興が乗らなければ鑿を握らなかった」等様々な人物像が語られているが、写真や記録等のはっきりとした資料は無い。その彫刻の多くは色鮮やかで彫りが深く、何層にも彫り重ねられた精巧さと大胆な構図が特徴であり、それらの作品からは多識で真面目な人柄がうかがえる。

## 再評価

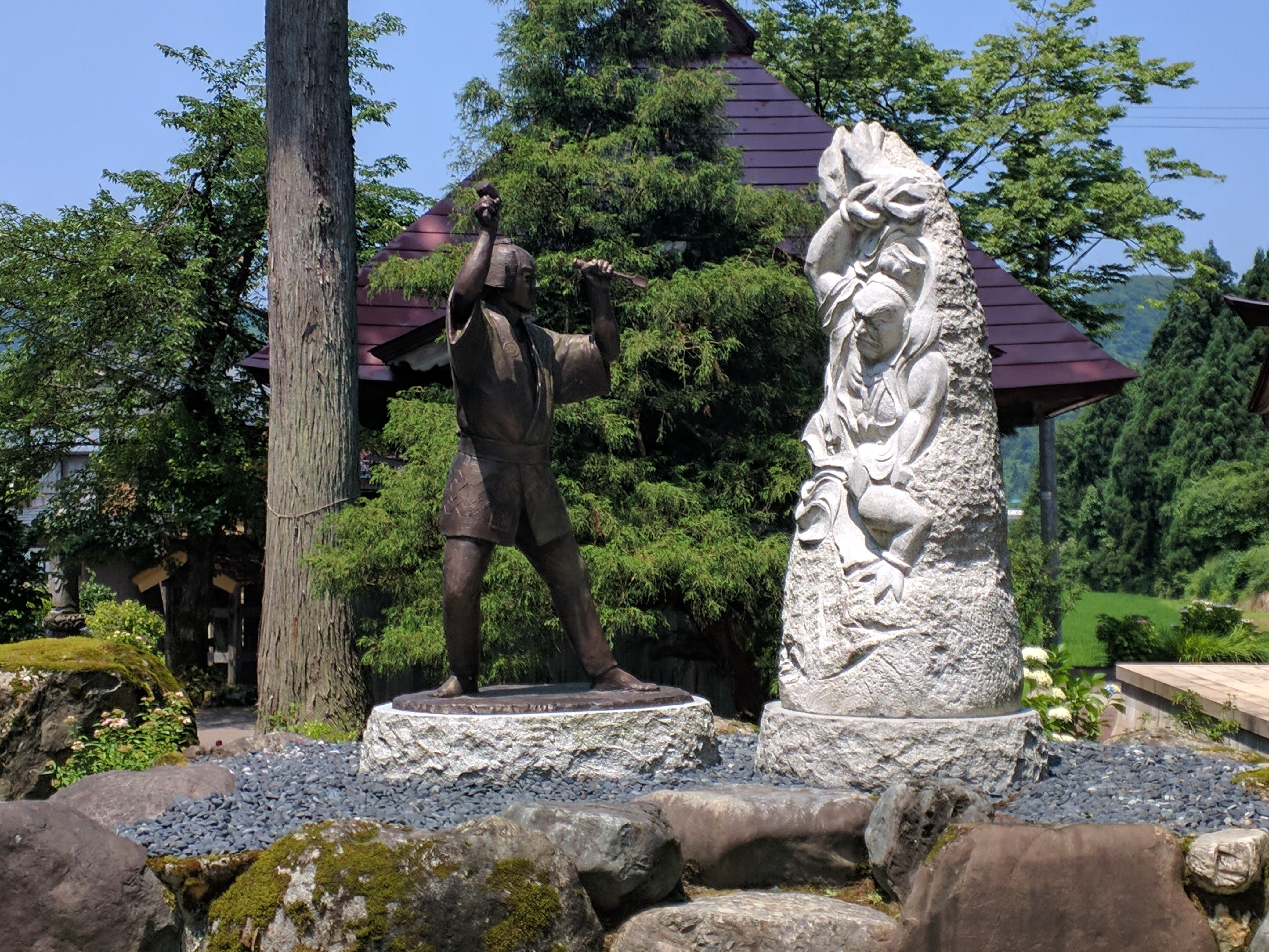
西福寺。

雲蝶作品に興味を持った新潟県在住の写真家・木原尚が1991年から、紹介記事を『新潟日報』に一年ほど連載し、1993年には『越後の名匠 石川雲蝶』を刊行した。これを見て、寺院だけでなくその檀家など個人宅からも「似た木彫りがある」といった情報が寄せられるようになった。木原の調査によると、通常は非公開の物や置物、絵画なども含めた雲蝶作品は1000点以上が確認されている。
さらに古美術品鑑定家の中島誠之助がNHKのテレビ番組『古寺巡礼』で新潟県を訪れた際、雲蝶作品を見て、感嘆のあまり「これは越後のミケランジェロだ」と叫んだ。これを機に、雲蝶は“越後（日本）のミケランジェロ”として全国的に知名度が高まり、地元自治体や作品を所蔵する寺も観光PRに使っている。
2011年（平成23年）9月17日、西福寺 (魚沼市)境内に「石川雲蝶　顕彰の像」が建立された。
この銅像は、檀家の人達の「石川雲蝶の作品（宝）を後世に譲り伝え、その功績を称えたい」との声から始まったもので、それに賛同した松田毅氏（南魚沼市出身/東京在住）が、石川雲蝶の末裔（酒井家/東京在住）探しから銅像制作・監修・設置までをトータルプロデュースし、末裔（酒井家）や地域住民、魚沼市・魚沼観光協会、銅像制作会社、檀家・西福寺など様々な人達の協力を得て完成したものである。2014年（平成26年）は石川雲蝶生誕200年となる。2015年12月10日、南魚沼雲蝶会（会長:中島すい子）が設立された
。

## 参考資料
- 木原尚『越後の名匠 石川雲蝶』（初刷）新潟日報事業社、1993年。ISBN 978-4-88862-479-4。
- 木原尚『越後の名匠 石川雲蝶』（新装版）新潟日報事業社、2010年。ISBN 978-4-86132-403-1。
- 木原尚『越後の名匠 石川雲蝶』（増補改訂版）新潟日報事業社、2019年。ISBN 978-4-86132-713-1。
- 中島すい子『私の恋した雲蝶さま～いま蘇る越後のミケランジェロ～』現代書館、2014年3月。ISBN 978-4-7684-5727-6。
- 江川慎太郎 (2014年9月20日). “彫刻師「日本のミケランジェロ」石川雲蝶、尽きぬ魅力　生誕200年、沸く新潟”. 『朝日新聞』（夕刊）:  p. 10 2014年9月29日閲覧。

- 中島すい子『観光バスガイド中島すい子が案内する 石川雲蝶作品めぐりDVD』株式会社みらい、2015年8月。[6][7]